# Kościół ewangelicko-augsburski w Witebsku
Kościół ewangelicki w Witebsku (biał. Віцебская царква лютэранская) – świątynia luterańska powstała na początku XIX wieku w Witebsku, zniszczona w czasach sowieckich. 

## Historia
Luterańska kircha powstała w budynku skasowanego w 1822 klasztoru pijarów – jedenaście lat po kasacie rząd rosyjski wydał lokalnej gminie ewangelickiej zgodę na przejęcie budynku. Po włączeniu Witebska w skład Rosyjskiej FSRR jej władze zdecydowały o zburzeniu świątyni. 